# パルディオEメール
パルディオEメール（パルディオイーメール）は、NTTドコモのPHS（PHS事業）のEメールサービス。端末本体のほか、パソコンにソフトをインストールする事でも利用できた。現在は、サービス終了している。

## 概要
1998年3月1日よりNTTパーソナル中央管内でスタートした。サービスはNTTドコモに引き継がれていた。当初はスーパーパルディオ551Sのみ対応し、それ以外の端末ではパソコン用ソフトパルディオメ～ラ～やパルディオ・Eボードを接続して通信する形だったが、1999年8月に発売されたEメールパルディオ621S及びEメールパルディオ622Sから、端末単体での標準機能として搭載されるようになった
メール受信に関して、自動受信は行われず、ユーザーの操作を必要とした。対応策として、2002年にメール受信通知や、ブラウザホン633S及びブラウザホン642Sでは、タイマー受信の機能を端末側に持たせるなどした。パルディオEメールの充実に伴い、2002年にきゃらメールが終了している。

## 料金
送受信とも通信時間10秒につき7円がかかる。メール無い時の受信の場合は料金がかからない。

## 送受信文字数
パソコンにパルディオメ～ラ～をインストールしている場合は最大10000文字（全角）までのメールが送受信する事が出来る。端末単体では各機種により異なるが、ブラウザホン633S及びブラウザホン642Sでは、最大10000文字までのメールが送受信する事が出来る。その数字はmovaのiモードメールを上回っている。

### 機種毎の送受信文字数の上限
- 10000文字（全角）
  - ブラウザホン633S、ブラウザホン642S
- 3000文字（全角）
  - Lookwalk P751v、WRISTOMO
- 2000文字（全角）
  - ブラウザホン641P及び641P-II、ブラウザホン641Ss及び641Sf、パルディオ631S、パルディオ632P、Eメールパルディオ621S、Eメールパルディオ622S、パルディオ テラ623N、パルディオ テラ623P、Picwalk SH712m
- 1500文字（全角）
  - ドッチーモP821i、ドッチーモSH821i、スーパーパルディオ551S

## メールアドレス
サービス開始当初は070xxxxxxxxxx@em.nttpnet.ne.jpとPHSの電話番号がEメールアドレスになっていた。200?年?月より（10文字までの英数字）@mb2.em.nttpnet.ne.jpに変更できるようになった。また2001年9月27日、当初配布されるアドレスがランダムな英数字@***.em.nttpnet.ne.jpに変更、電話番号のアドレスは割り当てられなくなった。

## パルディオメ～ラ～
パルディオEメールを使用するためのソフト。Windows用やWindows CE用などが用意された。利用料金は無料だが、ドコモのPHSからの通信のみで使用する事ができた。